# Liste der Monuments historiques in Vernoux (Ain)
Die Liste der Monuments historiques in Vernoux (Ain) führt die Monuments historiques in der französischen Gemeinde Vernoux auf.

## Liste der Bauwerke
| Bezeichnung        | Beschreibung                  | Standort                  | Kennzeichnung | Schutzstatus | Datum     | Bild           |
| ------------------ | ----------------------------- | ------------------------- | ------------- | ------------ | --------- | -------------- |
| Bauernhaus Ferrand | Erbaut im 17./18. Jahrhundert | (Lage)                    | PA00116589    | Classé       | 1944      | weitere Bilder |
| Bauernhaus Tricot  | Erbaut im 17./18. Jahrhundert | Le Grand Colombier (Lage) | PA00116590    | Classé       | 1932 1944 | weitere Bilder |